# Jangal
Jangal (farsi جنگل) è una città dello shahrestān di Roshtkhvar, circoscrizione di Jangal, nella provincia del Razavi Khorasan in Iran. Aveva, nel 2006, una popolazione di 6.232 abitanti.